# 方丹亨利
方丹亨利（法語：Fontaine-Henry，法語發音：[fɔ̃tɛn ɑ̃ʁi] ⓘ）是法国卡尔瓦多斯省的一个市镇，属于卡昂区。

## 地理
方丹亨利（49°16'37"N, 0°27'19"W）面积5.81 平方千米，位于法国诺曼底大区卡爾瓦多斯省，该省份为法国西北部沿海省份，北濒大西洋英吉利海峡，东北与滨海塞纳省以海上边界相接，东临厄尔省，南至奧恩省，西与芒什省接壤。
与方丹亨利接壤的市镇（或旧市镇、城区）包括：巴利、滨海贝尼、勒弗雷讷卡米伊、勒维耶、塔昂、瑟勒河桥村。

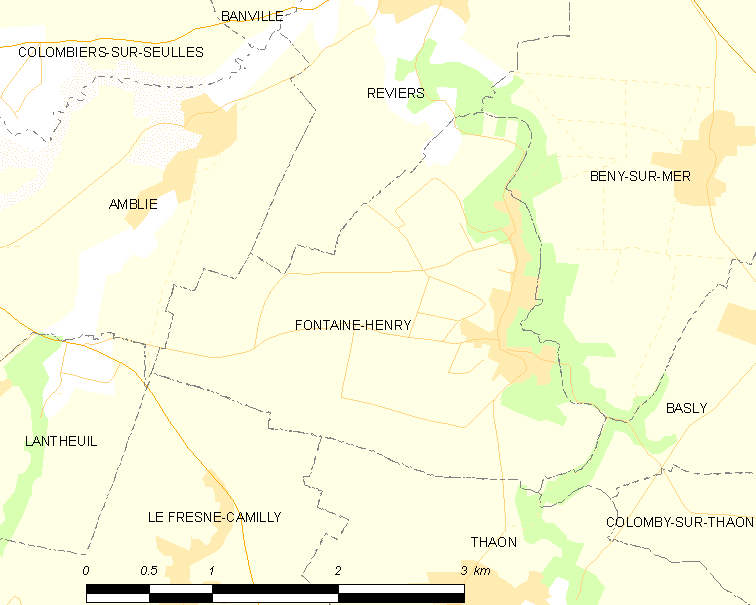
方丹亨利的OSM定位图

方丹亨利的时区为UTC+01:00、UTC+02:00（夏令时）。

## 行政
方丹亨利的邮政编码为14610，INSEE市镇编码为14275。

## 政治
方丹亨利所属的省级选区为蒂和米县。

## 人口

1962-2008年间方丹亨利人口变化图示

方丹亨利于2022年1月1日时的人口数量为519人。